# Abdelsalam al-Majali

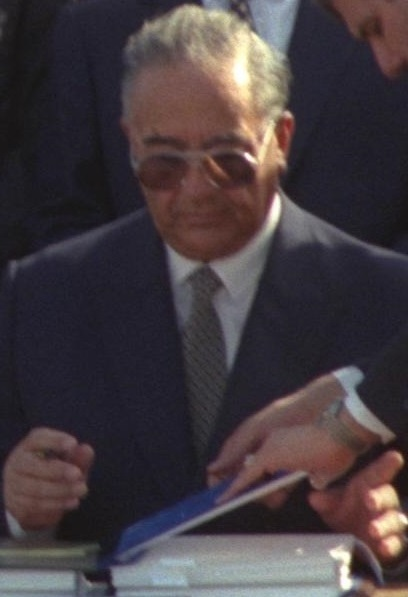
Abdelsalam al-Majali bei der Unterzeichnung des Israelisch-jordanischen Friedensvertrages (26. Oktober 1994)

Abdelsalam al-Majali (vollständiger Name: ʿAbd al-Salam ʿAta Allah al-Majali; arabisch عبد السلام عطا الله المجالي, DMG ʿAbd as-Salām ʿAṭā llāh al-Maǧālī; * 18. Februar 1925 in Karak, Transjordanien; † 3. Januar 2023 in Amman) war ein jordanischer Politiker, der unter anderem von 1993 bis 1995 sowie erneut von 1997 bis 1998 Ministerpräsident von Jordanien war.

## Leben

### Arzt, Minister und Universitätspräsident
Majali absolvierte ein Studium der Medizin an der Universität Damaskus, das er 1949 abschloss. Anschließend folgte ein postgraduales Studium in den Fächern Laryngologie sowie Otologie am Royal College of Physicians (RCP) in London, das er 1953 beendete. Nach seiner Rückkehr nach Jordanien arbeitete er zunächst als Militärarzt für Hals-Nasen-Ohren-Heilkunde und wurde 1960 Fellow des American College of Surgeons (ACS). Danach leitete er zwischen 1960 und 1969 den Medizinischen Dienst der Streitkräfte Jordaniens.
1969 wurde Majali Gesundheitsminister im vierten Kabinett von Ministerpräsident Bahdschat at-Talhuni und übte dieses Ministeramt auch im zweiten Kabinett von Abdul-Munim al-Rifai, in den Regierungen von Muhammad Daoud und Ahmad Toukan sowie zuletzt bis 1971 im dritten Kabinett von Ministerpräsident Wasfi al-Tal aus. Zugleich war er zwischen 1970 und 1971 Staatsminister beim Ministerpräsidenten. Nach seinem Ausscheiden aus der Regierung war er zwischen 1971 und 1976 Präsident der Universität von Jordanien und übernahm dort zugleich 1973 eine Professur für Medizin. 1974 wurde der mit einem Ehrendoktor der Medizin der Hacettepe-Universität in Ankara ausgezeichnet. 1976 bis 1979 amtierte er als Bildungsminister sowie erneut als Staatsminister beim Ministerpräsidenten im ersten Kabinett von Ministerpräsident Mudar Badran. Anschließend war er zwischen 1980 und 1989 abermals Präsident der Universität von Jordanien sowie anschließend Berater von König Hussein I. und als solcher 1991 Leiter der jordanischen Delegation zu den arabisch-israelischen Friedensverhandlungen.

### Ministerpräsident Jordaniens
Als Nachfolger von Zaid ibn Shaker wurde Majali am 29. Mai 1993 erstmals selbst Ministerpräsident von Jordanien und übte dieses Amt bis zu seiner Ablösung durch Zaid ibn Shaker am 7. Januar 1995 aus. Zugleich übernahm er in seiner Regierung das Amt des Außenministers. Während seiner Amtszeit kam es am 26. Oktober 1994 zur Unterzeichnung des Israelisch-jordanischen Friedensvertrages.
Am 19. März 1997 wurde Majali als Nachfolger von Abdelkarim al-Kabariti zum zweiten Mal zum Ministerpräsidenten berufen und verblieb in dieser Funktion bis zu seiner Ablösung durch Fayez al-Tarawneh am 20. August 1998. In seiner Amtszeit wurde er insbesondere mit der Durchführung von Wahlen zur Abgeordnetenversammlung (Maǧlis an-Nuwwāb) sowie von Wirtschaftsreformen betraut. Allerdings war seine Amtszeit durch außen- und innenpolitische Krisen geprägt. Die Wahlen 1997 wurden durch die von der Islamischen Aktionsfront (Ğabhat al-ʿAmal al-Islāmī) majorisierte Opposition boykottiert, die die Abgeordnetenversammlung als Scheinparlament bezeichnete. Aufgrund der von ihm eingeleiteten Einführung eines restriktiven Presserechts, das die bis dahin weitgehend offenen Medien einschränkte, wurde er von einer US-amerikanischen Menschenrechtsgruppe als einer der weltweit zehn Hauptfeinde der Presse bezeichnet.
Danach wurde Majali, der sich im InterAction Council engagiert, Mitglied des Senats (Maǧlis al-Aʿyān), des vom König ernannten Oberhauses des jordanischen Parlaments (Madschlis al-Umma). 2013 wurde er Vorsitzender der von der Organisation für Islamische Zusammenarbeit 1986 gegründeten Islamischen Weltakademie der Wissenschaften IAS (Islamic World Academy of Sciences). 2014 verlieh ihm die Universität von Jordanien ebenfalls einen Ehrendoktortitel.

### Tod
Majali starb am 3. Januar 2023 im Alter von 97 Jahren.

## Weblink
- Eintrag in rulers.org